# Sans-titre
Sans-titre (deutsch ohne Titel) ist ein französischer Kurzfilm von Neïl Beloufa aus dem Jahr 2010. In Deutschland feierte der Film am 10. Mai 2011 bei den Internationalen Kurzfilmtagen in Oberhausen Premiere.

## Handlung
Terroristen besetzt eine Villa. Der Hintergrund ist erschaffen aus Farbe auf Papier.

## Kritiken
„In ‚Sans-titre‘ hören wir von einer Gruppe Terroristen, die eine Villa besetzt und verwüstet haben. Was wir sehen lässt an ganz andere Dinge denken: Verdachtsmomente führen zu seltsamen Träumen, architektonischer Raum kann von einem Tintenstrahldrucker geschaffen werden, wir wissen nichts. Neil Beloufa hat einen ebenso unheimlichen wie originellen Film gemacht.“

„In Neïl Beloufas unbetitelter Arbeit ist nicht sofort zu erkennen, dass die modernistische Architektur des Schauplatzes aus Papier und Farbe besteht. Protagonisten im Halbdunkel, angeschnitten, reduziert auf sozialen Status und die jeweilige Sprache, in der sie Bruchstücke eines Ganzen liefern, das sich vom Rezipienten letztlich nicht zu einer kohärenten Geschichte zusammensetzen lässt: Kontrolle und klare Interpretationen sind nicht möglich. Mutmaßungen, Widersprüche irritieren, der unerklärbare Rest dieses filmischen Kunstwerks eröffnet – ästhetisch kongenial vermittelt – einen Denk-Raum im Sinne einer reflektorischen Distanz, dessen universelle Themen und Dynamiken wie Habitus, Macht und hierarchische Gefüge eine nachhaltige Wirksamkeit entfalten.“

## Auszeichnungen
Internationale Kurzfilmtage Oberhausen 2011
- Großer Preis der Stadt Oberhausen
- Preis des Ministeriums für Familie, Kinder, Jugend, Kultur und Sport des Landes Nordrhein-Westfalen